# Gastrochilus rantabunensis
Gastrochilus rantabunensis är en orkidéart som beskrevs av C.Chow och Tsan Piao Lin. Gastrochilus rantabunensis ingår i släktet Gastrochilus och familjen orkidéer. Inga underarter finns listade i Catalogue of Life.